# Gerard Holohan
Gerard Joseph Holohan (ur. 5 września 1947 w Perth) – australijski duchowny rzymskokatolicki, w latach 2001–2023 biskup diecezjalny Bunbury.

## Życiorys
Święcenia kapłańskie przyjął 4 września 1971 w swojej rodzinnej archidiecezji Perth. Udzielił ich mu Lancelot John Goody, ówczesny arcybiskup metropolita Perth. Po święceniach został skierowany do parafii w Cottesloe, zaś niedługo później został wikariuszem w Subiaco. W latach 1975–1981 studiował na Fordham University. Po powrocie ze studiów otrzymał nominację na diecezjalnego koordynatora edukacji katolickiej (od 1991 także w charakterze wikariusza biskupiego).
11 czerwca 2001 papież Jan Paweł II mianował go biskupem Bunbury. Sakry udzielił mu 5 września 2001 Peter Quinn, jego poprzednik na tej stolicy biskupiej.
30 kwietnia 2023 papież Franciszek przyjął jego rezygnację z pełnionej funkcji.